# Jean Roussel (musicien)
Pour les articles homonymes, voir Jean Roussel.
Jean Alain Roussel (né en 1951 à Port Louis, Maurice) est un claviériste, Musicien, Compositeur, Réalisateur de Disques, Arrangeur, Educateur et  "Music in Life & Sound Frequency Well-Being" Sono-Therapiste.
Il est surtout connu pour son travail des années 1970 à nos jours : Claviériste régulier pour Cat Stevens  (sur Peace Train, Bitter Blue, Oh Very Young, Tuesday's Dead, Wild World, Where Do The Children Play), Arrangeur et Claviériste  avec The Police (Every Little Thing She Does Is Magic), compositeur de Ashamed de Rick Ross et de Shameless de Wilson Pickett, ainsi que divers rôles avec des dizaines d'autres artistes Paul Kossoff, Thin Lizzy, Phil Lynott, Gary Moore, Peter Frampton, Roy Buchanan, Bob Marley and the Wailers (Natty Dread, No Woman, No Cry, Rastaman Vibration, Lively Up Yourself etc ), George Harrison, Frida, Céline Dion, John Paul Jones, Paul Rodgers, John Martyn, Alan White, Roger Glover, Ron Wood, Elkie Brooks, Cheryl Lynn, Sting, Bobby Womack, Dusty Springfield, Paul Simon, Tim Hardin, Suzi Quatro, Don Everly, Robert Palmer, 10cc, Kevin Coyne, Luc Plamondon, Jean-Loup Dabadie, Étienne Roda-Gil, Osibisa, Jon Hendricks, Françoise Hardy, Donovan, Pappo's Blues, Astor Piazzolla, Joan Armatrading, Tony Levin, Junior Marvin, Joe Cocker, Jimmy Cliff, Olivia Newton-John, Julien Clerc, Catherine Lara, Jeane Manson, Charles Trenet, Eddy Marnay, and Robert Charlebois, parmi d'autres.

## Participations
| Album                        | Artiste                      | Année | Participation |
| ---------------------------- | ---------------------------- | ----- | --- |
| Abracadabra                  | Claire Hamill                | 1975  | Piano, arrangements orchestraux |
| Back Street Crawler          | Paul Kossoff                 | 1973  | Producteur, compositeur, claviers |
| Back to Earth                | Cat Stevens                  | 1978  | Piano, cordes, arrangeur, claviers, orgue (Hammond), piano (électrique) |
| Back to the Drive            | Suzi Quatro                  | 2006  | Compositeur |
| Back to the Night            | Joan Armatrading             | 1975  | Claviers, arrangements |
| Bad News                     | Joe Jammer                   | 1973  | Claviers |
| Buddha and the Chocolate Box | Cat Stevens                  | 1974  | Arrangeur, chef d'orchestre, claviers, arrangement des cordes |
| Catch Bull at Four           | Cat Stevens                  | 1972  | Orgue, piano, claviers |
| Chris Farlowe Band Live      | Chris Farlowe                | 1975  | Producteur & claviers |
| David Courtney's First Day   | David Courtney               | 1975  | Piano |
| Daydo                        | Alun Davies                  | 1972  | Claviers |
| Deceptive Bends              | 10cc                         | 1977  | Orgue, claviers, Piano (électrique) |
| Essence to Essence           | Donovan                      | 1973  | Clavinet & claviers |
| Foreigner                    | Cat Stevens                  | 1973  | Basse, claviers, piano (électrique), arrangements des cordes, des vents et des cuivres                                                                                           |
| Happy Children               | Osibisa                      | 1973  | Claviers |
| I Want You                   | Wilson Pickett               | 1978  | Producteur, claviers, arrangeur, compositeur |
| Incognito                    | Celine Dion                  | 1987  | Producteur, compositeur, arrangeur et instruments divers |
| I've Got My Own Album to Do  | Ron Wood                     | 1974  | Claviers |
| Izitso                       | Cat Stevens                  | 1977  | Compositeur, orgue, synthétiseur, flûte, piano, glockenspiel, claviers, orgue (Hammond), piano (électrique), vibraphone, arrangement des cordes, séquences, cordes synthétiques  |
| Jamaica Say You Will         | Joe Cocker                   | 1975  | Orgue Hammond |
| Julien Clerc                 | Julien Clerc                 | 1980  | Claviers, arrangeur |
| Lancashire Hustler           | Keef Hartley                 | 1973  | Claviers |
| Lark                         | Linda Lewis                  | 1972  | Claviers |
| Like an Old Fashioned Waltz  | Sandy Denny                  | 1973  | Claviers |
| Live & Learn                 | Elkie Brooks                 | 1979  | Claviers, arrangeur |
| Marjory Razorblade           | Kevin Coyne                  | 1973  | Claviers |
| Mick Taylor                  | Mick Taylor                  | 1979  | Piano, orgue Hammond |
| Natty Dread                  | Bob Marley & The Wailers     | 1974  | (No Woman No Cry, Natty Dread, Lively Up Yourself) Hammond orgue, claviers, arrangements                                                                                         |
| Nightlife                    | Thin Lizzy                   | 1974  | Claviers, Hammond orgue |
| Not a Little Girl Anymore    | Linda Lewis                  | 1975  | Claviers |
| Now Hear This                | Junior Hanson                | 1974  | Claviers, compositeur |
| Now Look                     | Ronnie Wood                  | 1975  | compositeur, synthétiseur, claviers, clavinet |
| Numbers                      | Cat Stevens                  | 1975  | Orgue, synthétiseur, piano, cordes, arrangeur, clavecin, claviers, orgue (Hammond), piano (électrique), cuivres, mixage, vibraphone, arrangement des cordes, cordes synthétiques |
| Obsessed                     | Les films téléscène inc      | 1987  | Musique |
| October                      | Claire Hamill                | 1973  | Claviers |
| Painted Head                 | Tim Hardin                   | 1973  | Claviers |
| Pieces of a Jigsaw           | Del Richardson               | 1973  | Claviers |
| Pieces                       | Juicy Lucy                   | 1972  | Claviers |
| Pressure Drop                | Robert Palmer                | 1976  | Claviers, clavinet, orgue Hammond, arrangements |
| Quickstep                    | Chilli charles               | 1975  | Basse, claviers |
| Rastaman Vibration           | Bob Marley &amp; The Wailers | 1976  | Orgue Hammond, Claviers, arrangeur |
| Reebop                       | Reebop Kwaku Baah            | 1972  | Orgue orgue, piano, Rhodes, compositeur, arrangeur, coproducteur |
| Richy Snyder                 | Richy Snyder                 | 1978  | Claviers |
| Sans Entracte                | Julien Clerc                 | 1980  | producteur, claviers, arrangeur, compositeur |
| Saturnight (Live in Tokyo)   | Cat Stevens                  | 1974  | Claviers, arrangements |
| Shooting Star                | Elkie Brooks                 | 1978  | Claviers, arrangeur |
| Short Cut Draw Blood         | Jim Capaldi                  | 1975  | Basse, claviers |
| Squire                       | Alan Hull                    | 1975  | Claviers, arrangements |
| Sunset Towers                | Don Everly                   | 1974  | Basse, claviers |
| Surprise Sisters             | Surprise Sisters             | 1976  | Claviers, arrangements |
| Taking It All in Stride      | Silverado                    | 1977  | Orgue, piano |
| Teaser & The Firecat         | Cat Stevens                  | 1971  | Orgue (Peace Train) |
| Two Days Away                | Elkie Brooks                 | 1977  | Claviers, arrangeur |
| Whale Meat Again             | Jim Capaldi                  | 1974  | Bass, claviers, Arrangements |
| White Heat                   | Dusty Springfield            | 1982  | Arrangeur, compositeur, synthétiseur |
| Woman Overboard              | Linda Lewis                  | 1977  | Claviers, arrangements |
| Atlantis                     | Atlantis                     | 1973  | Claviers |
| Jabula                       | Jabula                       | 1975  | Claviers |
| In Love                      | Cheryl Lynn                  | 1980  | Synthétiseurs, arrangeur, claviers |
| Ghost in the Machine         | The Police                   | 1981  | Claviers, arrangeur (Every Little Thing...) |
| Adrian                       | Buzy                         | 1983  | Producteur, arrangeur, directeur musical, chef d'orchestre, claviers, compositeur                                                                                                |
| Insomnie                     | Buzy                         | 1983  | Producteur, arrangeur, directeur musical, chef d'orchestre, claviers |
| Mes photos couleur           | Jeane Manson                 | 1983  | Producteur, arrangeur, directeur musical, chef d'orchestre, claviers |
| J't'aime comme un fou        | Robert Charlebois            | 1983  | Arrangeur, claviers, producteur |
| Mask                         | Roger Glover                 | 1984  | Claviers, membre de groupe |
| Aime-moi                     | Julien Clerc                 | 1984  | Compositeur |
| Préférences                  | Julien Clerc                 | 1985  | Compositeur, arrangeur, claviers |
| Les aventures à l'eau        | Julien Clerc                 | 1987  | Compositeur |
| Serious Business             | Brian Greenway               | 1988  | Claviers, arrangeur |
| Charlebois, Vol. 1           | Robert Charlebois            | 1991  | Arrangeur, claviers |
| Sweet Dreams: The Anthology  | Roy Buchanan                 | 1992  | Producteur, claviers |
| Majikat                      | Cat Stevens                  | 2004  | Orgue Hammond orgue, clavinet, piano (électrique), synthétiseur (enregistré en 1976)                                                                                             |

## Récompenses
- Trophée Félix au Gala ADISQ (1987) pour son arrangement de Comme un cœur froid et a été nommé pour deux autres Félix pour la prise de son et la réalisation de Incognito[3].
- Platinum Album Award (1982) pour l'arrangement et les claviers sur Ghost in the Machine ~ The Police
- Platinum Album Award (1984) pour sa contribution à Legend ~ Bob Marley and The Wailers
- Nomination aux Grammy Awards (2013) - Auteur-compositeur de l'année - Musique rap Ashamed de Rick Ross